# محمد ناجي عمايرة
محمد ناجي عمايرة مفكر عربي، أديب وشاعر، ومحلل سياسي وإعلامي أردني، مواليد عام 1948. مستشار سفير مملكة البحرين الشيخ حمود بن عبد الله آل خليفة لدى المملكة العربية السعودية منذ عام 2012 وحتى الآن.

## المؤهلات العلمية
محمد ناجي العمايرة حاصل على شهادة الدكتوراة في فلسفة التربية\ الأحزاب السياسية في المشرق العربي من جامعة عمان العربية عام 2005. في حين حصل على شهادة الماجستير في الفلسفة من الجامعة الأردنية عام 1994، والبكالوريوس في الأدب العربي من الجامعة الأردنية 1970/1971.

## السيرة العملية
بدأ العمايرة العمل الصحفي محرراً في صحيفة الرأي الأردنية 1971/1972. ثمة رأس تحرير جريدة عُمان الصادرة عن وزارة الإعلام في سلطنة عمان منذ 1972 حتى 1979. عاد للعمل في صحيفة الرأي الأردنية محرراً منذ 1979 حتى 1991 إذ أصبج مستشاراً في وزارة الثقافة الأردنية عامي 1990-1991. كما عمل رئيس تحرير مجلة أفكـار الثقافية سابقا. كما كان العمايرة كاتب عمودٍ يومي في صحيفة العرب اليوم خلال عامي 1997-1999، وكاتب ومحلل سياسي في الرأي من 1999 حتى 2013، وكاتب عمودٍ يومي في صحيفة الوطن العمانية من عام 2000 حتى 2012.
من أهم المناصب التي شغلها منصب الأمين العام لوزارة الثقافة الأردنية (1991-1996)، ومنصب مستشار في رئاسة الوزراء في الأردن عام 1997. والمستشار الإعلامي للديوان الملكي البحريني (2005-2012)
كان العمايرة رئيساً للجمعية الفلسفية الأردنية من 2003 حتى 2005. وعضو هيئة تدريس في كلية الآداب والفنون في جامعة عمان الأهلية من 1999 حتى 2005.

## المؤلفـات
- ساطع الحصري وفلسفة القومية العربية، دار الشروق، عمان، 1996.
- دراسات في الأدب والفكر.
- دراسات في الثقافة.

## العضويات النقابية
العمايرة عضو رابطة الكتاب الأردنيين، وعضو نقابة الصحفيين الأردنيين وعضو سابق في مجلي النقابة (3/1989 - 3/1991). إضافة لعضويته في اتحاد الصحفيين العرب، والاتحاد العام للكتاب والأدباء العرب، والجمعية الفلسفية العربية، والجمعية الفلسفية الأردنية، وعضو مجلس أمناء مؤسسة بيت الحكمة (هيئة ثقافية عربية) في بغداد.